# Kara Mehmed Pascha
Kara Mehmed Pascha († 10. August 1684 in Buda) war Großbotschafter des Osmanischen Reiches in Wien in den Jahren 1665/1666. Nach seiner Rückkehr an die Hohe Pforte verfasste er einen Bericht über seine Reise. Sein Geburtsort und -datum sind unbekannt. Er fiel am 10. August 1684 bei der Verteidigung der von den kaiserlichen Truppen belagerten Festung Buda.

## Leben

Zusammentreffen Kara Mehmed Paschas mit dem kaiserlichen Großbotschafter bei Komorn am 30. Mai 1665

Der Großwesir Köprülü Fâzıl Ahmed Pascha schloss mit dem Habsburgerreich nach der verlorenen Schlacht bei Mogersdorf den Frieden von Eisenburg. Zur Sicherung des Friedensverhältnisses wurde der gegenseitige Austausch von Großbotschaftern vereinbart. Der Großwesir bat den Sultan Mehmed IV. um die Entsendung eines geeigneten Mannes. Auf Anraten des damaligen Großwesir-Stellvertreters Kara Mustafa beauftragte dieser Kara Mehmed Ağa, ein Mitglied des Elitekorps der Müteferrikas (Reichsadjutanten am Hofe), mit dieser Aufgabe. Kara Mehmed war ein Günstling Kara Mustafas. Der Sultan ernannte ihn zum Beylerbey (Statthalter) von Rumelien, so dass er den Titel Pascha führen durfte.
Am 30. Januar 1665 brach Kara Mehmed Pascha vom Sultanshof in Edirne auf. An Geschenken für den Kaiser führte er eine Diamanten-Aigrette, ein Prunkzelt, einige Teppiche, Ambra und zwei edle Araber-Pferde mit Prunkgeschirr mit sich. Am 25. Zilka'de 1075 nach islamischer Zeitrechnung (9. Juni 1665 n. Chr., nach Wiener Berichten am 8. Juni) zog er feierlich in der Stadt ein.
Nach der Erledigung seines Auftrages am Kaiserhof bekleidete er mehrere Ämter. 1671 wurde er Wesir und zog 1683 mit Großwesir Kara Mustafa als Heerführer gegen das ihm durch seine Reise gut bekannte Wien. Nach der Niederlage der Osmanen übernahm er die Verteidigung der Festung Ofen, wo er 1684 fiel.

## Der Bericht

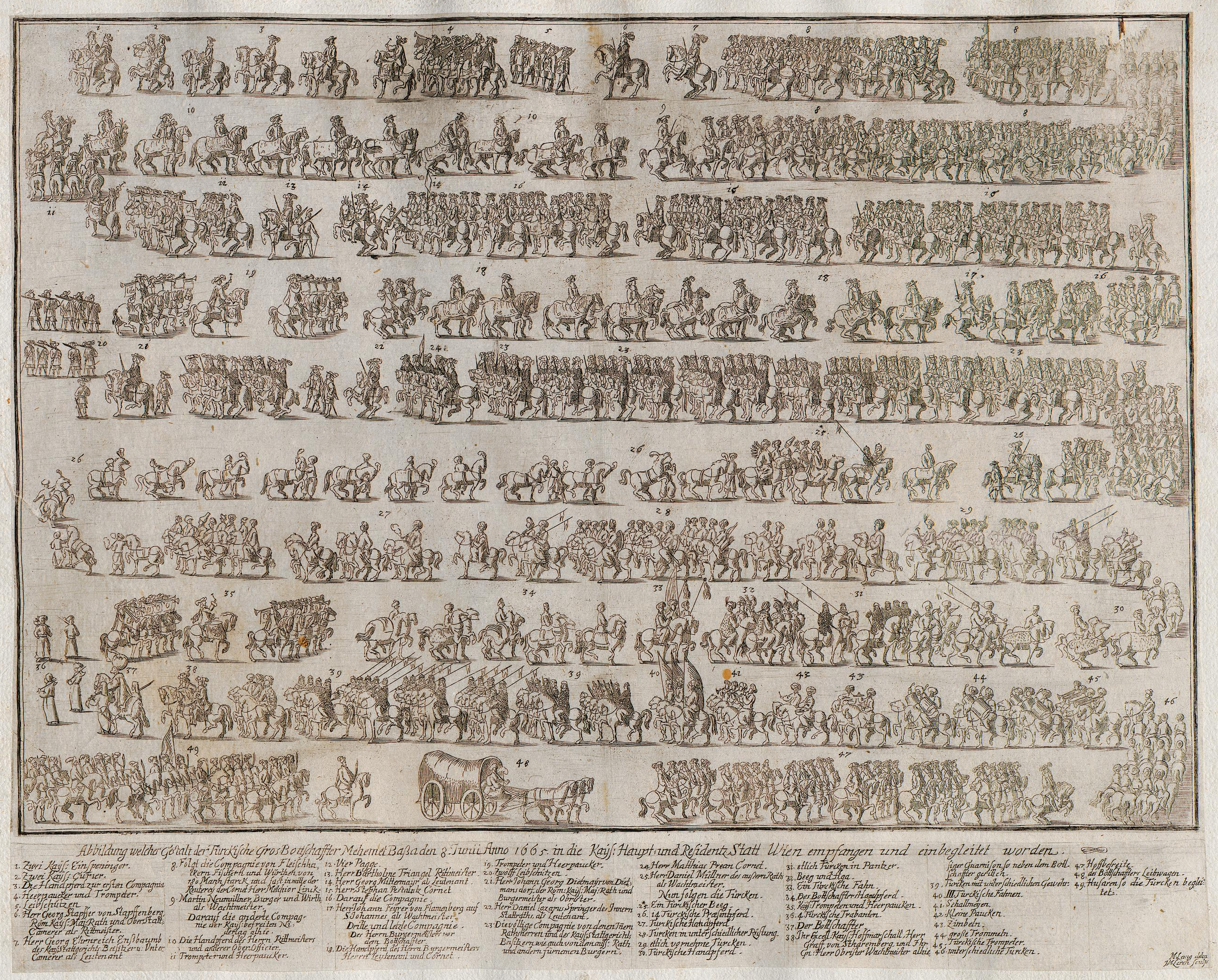
Einzug des Großbotschafters Kara Mehmed Pascha in Wien am 8. Juni 1665

Sein Bericht an die Hohe Pforte über seine Botschaftertätigkeit wurde von einigen osmanischen Chronisten überliefert. Eine sehr ausgeschmückte Fassung ist im Band VII des Seyahatnâme („Reise- und Fahrtenbuch“) von Evliya Çelebi enthalten. Der Chronist Silâhdar Fındıklılı Mehmed Ağa hat in seiner Nusratname („Das Siegesbuch“ oder „Geschichte des Silihdars“) den Bericht ungekürzt zitiert. Eine leicht bearbeitete lateinische Fassung wurde offenbar als offizielle Übersetzung des Gesandtschaftsberichtes im Auftrag der Hohen Pforte angefertigt und dem Hof in Wien übergeben. Die im osmanischen Sprachgebrauch üblichen Verunglimpfungen der Christen wurden dabei gemildert und der Schluss des Berichtes mit Angaben über die Festung Wien gänzlich weggelassen. Eine Zensur, um die „Spionagetätigkeit“ der Delegation, von der auch Evliya Çelebi als seine Aufgabe berichtet, zu verbergen. Der Text der in der lateinischen Fassung gestrichenen Passage:
„Schließlich haben wir die Festung Wien zur Gänze besichtigt und ihre Basteien und Gräben abgemessen: Die innere Festung misst 2000 Ellen in der Länge und 1300 Ellen in der Breite. Sie besitzt 12 mit der Mauer verbundene Basteien und 17 aus Erdreich aufgeführte Basteien außerhalb des Hauptgrabens. Die Breite des Grabens beträgt auf der einen Seite 80 Ellen und auf der anderen Seite 65 Ellen. Es sind 6 Tore für Reiter und 2 Tore für Fußgänger vorhanden. Die Mauer ist bei den Toren 36 Ellen stark. Die Entfernung von den außerhalb des Hauptgrabens liegenden Erdbasteien und deren Gräben und den außerhalb derselben liegenden Palisaden bis zum Hauptgraben betragen 260 Ellen.“